# Na Sgarain
Na Sgarain – niewielki półwysep na wyspie Dùn w archipelagu St Kilda. Położony jest na średniej wysokości 3,8 m n.p.m.